# قانون هابل
قانون هابل (به انگلیسی: Hubble's law) یا قانون هابل-لومتر، قانونی در اختر فیزیک و کیهان‌شناسی است که فرض می‌کند که جهان با سرعتی ثابت که برای تمام زمان‌ها ثابت است، در حال گسترش است. این اندیشه از شناخت دو پدیده به دست آمده. یکی این‌که: آن دسته از جرم‌های آسمانی که در ژرفای بیرون از کهکشان راه شیری (کهکشان بیرونی) هستند؛ و بیشتر آن‌ها بیش از ۱۰ مگا پارسک از زمین دورند٫ همگی از پدیدهُ انتقال به سرخ نشان دارند؛ این خود به معنی داشتن شتاب در دور شدن از زمین است.
دیگر اینکه اندازه‌گیری این شتاب دور شدن از زمین، نشان داده که برای ستارگانی که در فاصله‌های کمتر از چند مگا پارسک در کهکشان درونی جا دارند این شتاب متناسب با فاصلهُ آن‌ها از زمین است. از این دو گواه خردپذیر و دیدنی (قابل رؤیت) باورهای گسترش جهان؛ انبساط جهان و جهان قابل مشاهده را می‌توان پذیرفت.

## تاریخچه
در ۱۹۲۹ (میلادی) ادوین هابل عکس‌هایی که نشان می‌داد انتقال به سرخ کهکشان‌های دوردست همراه با فاصلهُ آن‌ها از ما به‌طور ثابت در حال افزایش است را منتشر کرد. این معادله بیانگر همان رفتاری است که نسبیت عام برای جهان در حال گسترش پیش‌بینی می‌کرد.
قانون هابل به عنوان نخستین پایه و اساس به‌کارگیری روش مشاهده برای پیگیری جستارهای مربوط به گسترش جهان است و امروز این قانون به عنوان یک دلیل و مدرک برای استدلال‌ها در حمایت از مدل انفجار بزرگ پی در پی استفاده می‌شود. حرکتی را که جرم‌های آسمانی (تنها به‌دلیل این گسترش) دارند، به‌عنوان جریان هابل شناخته‌شده‌است.

## قانون هابل
قانون هابل با این معادله بیان می‌شود:
{\displaystyle v=H_{0}\,D}
که در آن، D فاصلهُ یک کهکشان، و v سرعت دور شدن کهکشان به علت انبساط جهان هستی است. H0 به نام ثابت هابل شناخته می‌شود که سرعت گسترش هستی را نشان می‌دهد و در واقع یک ثابت حقیقی نیست. این ثابت ارتباط بین این که یک کهکشان چه مقدار از ما دور است و با چه سرعتی از ما دور می‌شود را تعیین می‌کند. ثابت هابل برای تشخیص اندازه و سن هستی (زمان هابل) به کار می‌رود. در سال ۲۰۰۳ مقدار ثابت هابل برابر با 4±71 کیلومتر بر ثانیه بر مگاپارسک (km/s/Mpc) تخمین زده شد.